# Плімут (Нью-Йорк)
Плімут (англ. Plymouth) — місто (англ. town) в США, в окрузі Ченанго штату Нью-Йорк. Населення — 1619 осіб (2020).

## Демографія
Згідно з переписом 2010 року, у місті мешкали 1804 особи в 711 домогосподарстві у складі 512 родин. Було 941 помешкання
Расовий склад населення:
| - 97,1 % — білих - 0,5 % — чорних або афроамериканців - 0,4 % — корінних американців - 0,2 % — азіатів |

До двох чи більше рас належало 1,6 %. Частка іспаномовних становила 1,7 % від усіх жителів.
За віковим діапазоном населення розподілялося таким чином: 22,8 % — особи молодші 18 років, 61,0 % — особи у віці 18—64 років, 16,2 % — особи у віці 65 років та старші. Медіана віку мешканця становила 44,4 року. На 100 осіб жіночої статі у місті припадало 101,3 чоловіків;  на 100 жінок у віці від 18 років та старших — 98,4 чоловіків також старших 18 років.
Середній дохід на одне домашнє господарство  становив 63 632 долари США (медіана — 50 607), а середній дохід на одну сім'ю — 72 754 долари (медіана — 61 136). Медіана доходів становила 43 472 долари для чоловіків та 33 173 долари для жінок. За межею бідності перебувало 19,1 % осіб, у тому числі 27,7 % дітей у віці до 18 років та 11,6 % осіб у віці 65 років та старших.
Цивільне працевлаштоване населення становило 820 осіб. Основні галузі зайнятості: освіта, охорона здоров'я та соціальна допомога — 23,0 %, виробництво — 19,8 %, роздрібна торгівля — 11,8 %, мистецтво, розваги та відпочинок — 9,0 %.